# Bojongkerta (Bogor Selatan)
Bojongkerta is een bestuurslaag in het regentschap Kota Bogor van de provincie West-Java, Indonesië. Bojongkerta telt 8898 inwoners (volkstelling 2010).